# Nador
För andra betydelser, se Nador (olika betydelser).

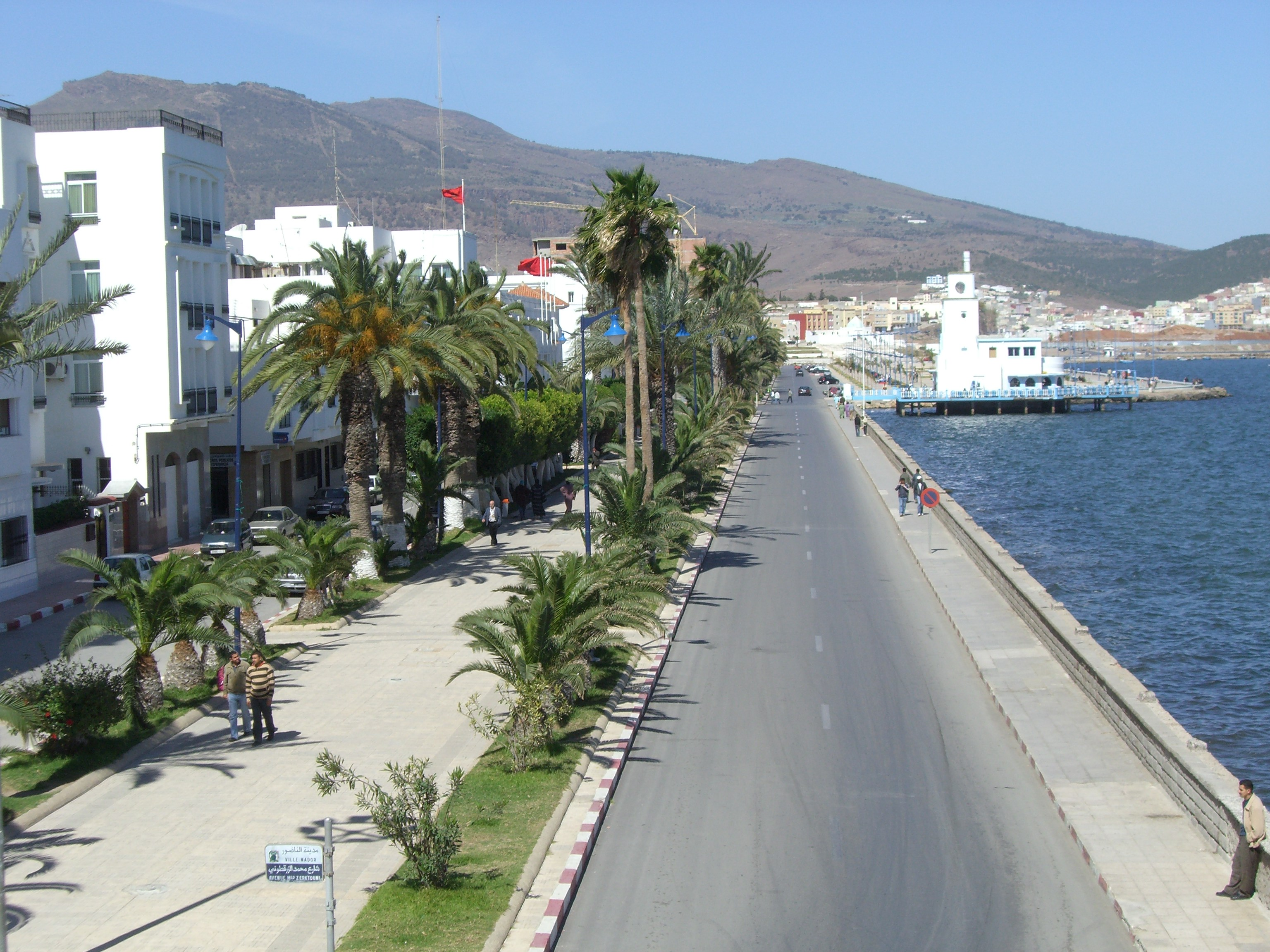
Nador.

Nador (berberspråk Ennaḍor, arabiska الناظور) är en stad i Marocko och är administrativ huvudort för provinsen Nador som är en del av regionen Oriental. Folkmängden uppgick till 161 726 invånare vid folkräkningen 2014.